# Миллс, Стефани
Стефани Миллс (англ. Stephanie Mills; род. 22 марта 1957, Бруклин, Нью-Йорк) — американская певица и актриса.
Известность получила в 70-е годы, сыграв в мюзикле «Виз», она была номинирована на премию Drama Desk Award за роль Дороти, а песня «Home» в её исполнении возглавила чарт Hot Soul Singles. В 80-е годы продолжила успешную музыкальную карьеру, её синглы регулярно попадали в чарт Hot Soul Singles/Hot Black Singles, а «I Have Learned to Respect the Power of Love», «I Feel Good All Over», «(You’re Puttin') A Rush on Me» и «Something in the Way (You Make Me Feel)» заняли первое место. За песню «Never Knew Love Like This Before» певица получила премию «Грэмми» в 1981 году.

## Дискография
- Movin’ in the Right Direction (1974)
- For the First Time (1975)
- What Cha’ Gonna Do with My Lovin’ (1979)
- Sweet Sensation (1980)
- Stephanie (1981)
- Tantalizingly Hot (1982)
- Love Has Lifted Me (1982)
- Merciless (1983)
- I’ve Got the Cure (1984)
- Stephanie Mills (1985)
- If I Were Your Woman (1987)
- Home (1989)
- Something Real (1992)
- Personal Inspirations (1994)
- Born for This! (2004)